# Hauptstadtbeschluss
Als Hauptstadtbeschluss (auch: Berlin-Beschluss) wird der Beschluss des Deutschen Bundestages vom 20. Juni 1991 bezeichnet, infolge der deutschen Wiedervereinigung seinen Sitz von Bonn nach Berlin zu verlegen. Der Begriff Hauptstadtbeschluss ist dabei irreführend, weil Berlin bereits 1990 mit Inkrafttreten des Einigungsvertrages Bundeshauptstadt der Bundesrepublik Deutschland geworden war.
Die Verlegung des Parlaments- und Regierungssitzes nach Berlin erfolgte weitgehend im Sommer 1999, wobei jeweils Zweitsitze der Bundesregierung (über die Bundesministerien) und der Legislative (über den Bundesrat) in der Bundesstadt Bonn verblieben – wodurch auch von einem „geteilten“ Regierungssitz gesprochen werden kann.

## Hintergrund
Bei der Diskussion der Hauptstadtfrage 1948 und 1949 bekräftigte der Parlamentarische Rat den Status Berlins als deutsche Hauptstadt. Zudem sah der Beschluss vor, dass die leitenden Bundesorgane ihren Sitz nach Berlin verlegen sollen, „sobald allgemeine, freie, gleiche, geheime und direkte Wahlen in ganz Berlin und in der Sowjetischen Besatzungszone durchgeführt sind“. In den 1950er Jahren hielt die „Berlineuphorie“ weiter an und 1957 bekannte sich der Deutsche Bundestag erneut ausdrücklich zu Berlin als Hauptstadt Deutschlands. Allerdings änderte sich dies in den 1960er Jahren und Bonn wurde nicht länger nur als provisorische Hauptstadt betrachtet. Dies lag unter anderem am Bau der Berliner Mauer, durch den eine gesamtdeutsche Hauptstadt Berlin auf unbestimmte Zeit unmöglich wurde. Zudem gab es Planungen für ein neues Regierungsviertel in Bonn und 1969 wurde das Bundestagshochhaus „Langer Eugen“ fertiggestellt.
1990, nach dem Fall der Mauer, wurde der Beschluss, Berlin zur Hauptstadt zu machen, nicht direkt umgesetzt. Allerdings gab es bereits bei der Verhandlung des Einigungsvertrages zwischen der Bundesrepublik Deutschland und der DDR Anstrengungen von Seiten der Verhandlungsführer der DDR Lothar de Maizière und Günther Krause, Berlin als Hauptstadt des geeinten Deutschlands in den Vertrag aufzunehmen. Helmut Kohl hatte jedoch zugesichert, dass die Frage des Regierungs- und Parlamentssitzes erst nach der Einheit von den zuständigen Verfassungsorganen entschieden werde. Daher schlug der Verhandlungsführer der Bundesrepublik Wolfgang Schäuble den Kompromiss vor, Berlin als „Hauptstadt“ festzulegen, die Frage des Sitzes von Parlament und Regierung jedoch erst nach der Herstellung der Einheit Deutschlands zu klären.
Im Februar 1991 sprach sich Bundespräsident Richard von Weizsäcker in einem Memorandum an die Partei- und Fraktionsvorsitzenden des Bundestages für Berlin als neuen Regierungs- und Parlamentssitz aus und entfachte damit die Debatte erneut. Daraufhin beschloss das Bundestagspräsidium am 27. Februar, eine Entscheidung noch vor der Sommerpause herbeizuführen. Am 23. April 1991 trafen sich die Repräsentanten aller Verfassungsorgane und die Vorsitzenden der Bundestagsfraktionen und einigten sich auf den 20. Juni 1991 als Tag der Entscheidung.

### Argumente in der Debatte

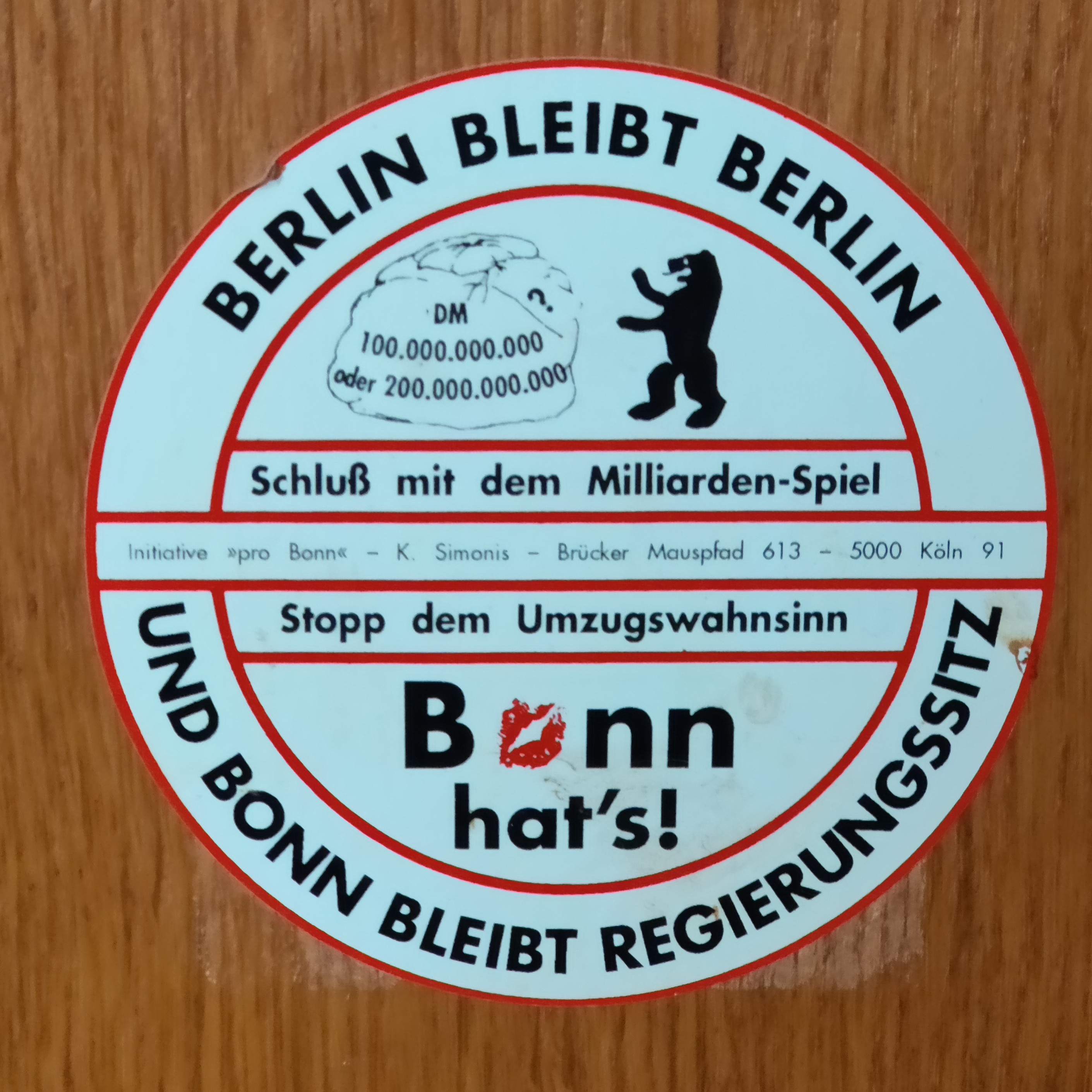
Aufkleber der in Bonn ansässigen Initiative „pro Bonn e. V.“ mit einer für den Beibehalt des Regierungssitzes in Bonn werbenden Aufschrift: „Bonn hat’s! Berlin bleibt Berlin und Bonn bleibt Regierungssitz. Schluß mit dem Milliarden-Spiel. Stopp dem Umzugswahnsinn.“

Es gab vielfältige Argumente, die in der Debatte Berlin oder Bonn angeführt wurden.
Für Bonn sprach einerseits, dass sowohl die alliierten Siegermächte als auch viele Deutsche Bedenken hatten, ob das ehemalige Machtzentrum des „Dritten Reiches“ als politische Zentrale des neuen demokratischen Deutschlands geeignet sei. Zudem wurde angeführt, dass der Umzug nach Berlin dem Bund hohe Kosten verursachen würde und man dieses Geld besser in den Aufbau der neuen Bundesländer investieren könne. Ein weiteres Argument war die nationale Symbolik der beiden Städte; dabei stand Bonn für Bescheidenheit und demokratische Verlässlichkeit, während Berlin für Größenwahn und eine obrigkeitshörige Staatsauffassung stand. Zudem hatte Bonn schon lange den Status der provisorischen Hauptstadt abgelegt, da sich die meisten Akteure an Bonn als Hauptstadt gewöhnt hatten. Weitere Argumente waren unter anderem, Bonn verkörpere das föderalistische Prinzip Deutschlands, Bonn sei verbunden mit einem Neuanfang der deutschen Demokratie und der längsten friedlichen Zeit Deutschlands und die Westbindung und die europäische Einigung seien erfolgreich von Bonn aus vorangetrieben worden.
Die Befürworter Berlins führten dagegen an, dass Berlin als Regierungs- und Parlamentssitz ein wichtiges Bekenntnis zur Wiedervereinigung und Solidarität mit dem Osten sei, und verwiesen auf die Symbolik von Berlin als Berührungspunkt von Ost und West. Helmut Kohl sprach in seiner Rede vor dem Bundestag am 20. Juni 1991 von Berlin als „Brennpunkt deutscher Teilung und Sehnsucht deutscher Einheit“. Auch die europäische Dimension spreche für Berlin, weil die Stadt eine Brücke nach Osteuropa schlagen und Deutschland als Vermittler auftreten könne. Außerdem wurde angeführt, dass es eine Frage der politischen Glaubwürdigkeit sei. Erstens habe man sich die letzten 40 Jahre zu Berlin bekannt und nun, da sich die Möglichkeit biete, mache man einen Rückzieher. Zweitens habe die Bundesregierung den neuen Bundesländern versprochen, dass der Wiederaufbau im Osten klappen würde. Gleichzeitig schürten die Befürworter Bonns die Angst vor dem Verlust von Arbeitsplätzen und dem Abstieg der Region Bonn. Angela Merkel führte dieses Argument in ihrer Rede am 20. Juni 1991 an: „Wenn Sie in dieser Stadt, eingebettet in eine gute Infrastruktur, für uns in den neuen Bundesländern nicht die Zuversicht ausstrahlen können, daß Sie auch diese Änderung ertragen werden, woher sollen wir dann den Mut in den neuen Bundesländern nehmen?“

## Beschluss und Umsetzung

### Abstimmung
Zu Beginn der Bundestagsdebatte zur Sitzentscheidung standen folgende fünf Anträge zur Abstimmung:
- Vollendung der Einheit Deutschlands,
- Bundesstaatslösung für eine Aufgabenteilung zwischen der Hauptstadt Berlin, dem Parlaments- und Regierungssitz Bonn und den neuen Bundesländern (Bundesstaatslösung),
- Erhaltung der Funktionsfähigkeit der parlamentarischen Demokratie (Erhaltung der Funktionsfähigkeit),
- Konsensantrag Berlin/Bonn,
- Bestimmung der Hauptstadt Berlin zum Sitz von Parlament und Bundesregierung (Berlin-Antrag).

Am Ende fiel die Entscheidung zwischen den Anträgen „Bundesstaatslösung“ und „Vollendung der Einheit Deutschlands“.
Der Antrag „Bundesstaatslösung“ hatte das Ziel, das Parlament und die Regierung in Bonn zu belassen, aber den Bundesrat und den Sitz des Bundespräsidenten nach Berlin zu verlegen. Prominente Befürworter des Antrags waren unter anderem Norbert Blüm, Horst Ehmke, Gerhart Baum, die damalige Bundestagspräsidentin Rita Süssmuth und Franz Möller. Der Antrag „Vollendung der Einheit Deutschlands“ mit dem Inhalt, den künftigen Regierungssitz in Berlin zu etablieren, war parteiübergreifend von prominenten Abgeordneten formuliert und eingebracht worden. Darunter befanden sich Abgeordnete der SPD (Willy Brandt, Hans-Jochen Vogel, Wolfgang Thierse), der FDP (Burkhard Hirsch, Hermann Otto Solms, Rainer Ortleb), der CDU/CSU (Helmut Kohl, Günther Krause, Wolfgang Schäuble, Oscar Schneider) und des Bündnis 90 (Wolfgang Ullmann).
Nach kontroverser Debatte mit mehr als 600 Minuten beantragter Redezeit nahm der Bundestag mit 338 zu 320 Stimmen den Antrag in namentlicher Abstimmung an. Für die Abstimmung war die Fraktionsdisziplin aufgehoben. Zunächst war ein Ergebnis von 337 zu 320 festgestellt und bekanntgegeben worden; dann stellte sich heraus, dass beim Auszählen eine Ja-Stimme übersehen worden war. Eine Stimme war ungültig und es gab eine Enthaltung. Der Bundesrat entschied am 5. Juli 1991, in Bonn zu bleiben, revidierte aber am 27. September 1996 diese Entscheidung und beschloss seinen Umzug nach Berlin.
Bei der Abstimmung im Bundestag zeigte sich, dass die regionale Herkunft der Abgeordneten von großer Bedeutung war. Abgeordnete aus Nord- und Ostdeutschland stimmten überwiegend für Berlin, solche aus Süd- und Westdeutschland überwiegend für Bonn. Von den direkt gewählten Abgeordneten der 328 Wahlkreise stimmten 169 für Bonn und 153 für Berlin. Von den über die Landeslisten gewählten Abgeordneten waren 185 für Berlin und 151 für Bonn. Zudem lässt sich ein starker Zusammenhang von Konfessionszugehörigkeit und Abstimmungsverhalten feststellen. So stimmten 67 % der katholischen Abgeordneten für Bonn, hingegen aber nur 36 % der evangelischen Abgeordneten. Bei Meinungsumfragen in der Bevölkerung hatte sich gezeigt, dass ältere Bundesbürger Berlin gegenüber Bonn bevorzugten, während es bei jüngeren Bundesbürgern umgekehrt war. Dies spiegelte sich auch im Abstimmungsverhalten der Parlamentarier wider. Die Jahrgänge bis 1940 stimmten mit einer sehr viel geringeren Zahl für Bonn als die nach 1940 geborenen Parlamentarier.

Abstimmungsverhalten der bei der Bundestagswahl in den Wahlkreisen gewählten Abgeordneten am 20. Juni 1991:

| Partei       | für Berlin | für Berlin | für Bonn | für Bonn |
| Partei       | Stimmen    | Prozent    | Stimmen  | Prozent  |
| ------------ | ---------- | ---------- | -------- | -------- |
| CDU          | 146        | 54,07      | 124      | 045,93   |
| CSU          | 008        | 16,67      | 040      | 083,33   |
| SPD          | 110        | 46,61      | 126      | 053,39   |
| FDP          | 053        | 67,09      | 026      | 032,91   |
| Bü90         | 006        | 75,00      | 002      | 025,00   |
| PDS          | 015        | 93,75      | 001      | 006,25   |
| fraktionslos | 000        | 00,00      | 001      | 100,00   |
| Summe        | 338        | 51,37      | 320      | 048,63   |

### Umsetzung
In der Folge wurden auf verschiedenen Ebenen Entscheidungen zum Umsetzen dieses Beschlusses getroffen. So sollten in Wahrung der „fairen Arbeitsteilung“ zwischen Berlin und Bonn, von der im Beschluss die Rede war, neben dem
- Bundeskanzleramt und dem
- Bundespresseamt auch
- das Auswärtige Amt,
- das Bundesministerium des Innern,
- das Bundesministerium der Finanzen,
- das Bundesministerium der Justiz,
- das Bundesministerium für Wirtschaft und Technologie,
- das Bundesministerium für Arbeit und Sozialordnung,
- das Bundesministerium für Verkehr, Bau und Stadtentwicklung,
- das Bundesministerium für Familie, Senioren, Frauen und Jugend

nach Berlin verlegt werden, diese jedoch einen zweiten Dienstsitz in Bonn behalten.
Folgende Bundesministerien sollten in Bonn bleiben, jeweils mit einem zweiten Dienstsitz in Berlin:
- Bundesministerium für Ernährung, Landwirtschaft und Verbraucherschutz,
- Bundesministerium der Verteidigung,
- Bundesministerium für Gesundheit,
- Bundesministerium für Umwelt, Naturschutz und Reaktorsicherheit,
- Bundesministerium für Bildung und Forschung,
- Bundesministerium für wirtschaftliche Zusammenarbeit und Entwicklung,
- Bundesministerium für Post und Telekommunikation (1998 aufgelöst).

1994 wurde das Berlin/Bonn-Gesetz beschlossen. Ursprünglich sollten die Bundesministerien bereits 1995 nach Berlin umziehen, dieser Zeitplan konnte aber nicht eingehalten werden. Stattdessen erging ein Kabinettsbeschluss, in dem festgelegt wurde, dass der Umzug bis 2000 abgeschlossen sein sollte und ein Budget von 20 Milliarden DM (10,2 Milliarden EUR) nicht überschritten werden dürfe.
In dieser Zeit fielen grundlegende Entscheidungen, u. a.:
- das Reichstagsgebäude wird ständiger Sitz des Bundestages,
- die Mehrheit der Bundesministerien zieht nach Berlin um,
- die Mehrheit der ministeriellen Arbeitsplätze verbleibt in Bonn,
- die Bundesminister haben in Bonn bzw. Berlin einen Zweitsitz,
- das Bundespräsidialamt hat seinen Sitz in Berlin.

Seit Herbst 1999 nimmt Berlin seine Funktion als Parlaments- und Regierungssitz der Bundesrepublik Deutschland wahr.
Seit der Verlegung des Sitzes des Bundesrats im Sommer 2000 ist Berlin der Sitz beider legislativer Bundesverfassungsorgane.
Das vor der Umsetzung des Hauptstadtbeschlusses in Berlin ansässige Bundesverwaltungsgericht zog indessen nach Leipzig.